# 超克图纳仁
超克图纳仁（1925年—2018年6月5日），男，蒙古族，吉林前郭尔罗斯人，中国剧作家，曾任中国戏剧家协会常务理事，内蒙古戏剧家协会副主席、秘书长。